# Aggregator (Pseudo-Serapion)
Der Aggregator (Pseudo-Serapion), auch Liber aggregatus in medicinis simplicibus, kurz auch Serapion genannt, ist eine von Ibn Wafid im 11. Jahrhundert wahrscheinlich in Toledo („Tortosa“) verfasste Arzneimittellehre. Sie wurde irrtümlich Yūhannā ibn Sarābiyūn („Johannes, Sohn von Serapion“), latinisiert Johannes Serapion (junior), einem arabischen Autor aus dem 9. Jahrhundert, zugeschrieben. Simon von Genua übersetzte das Werk um 1290 mit Hilfe des Juden Abraham von Tortosa ins Lateinische.

## Entstehungsgeschichte und Inhalt

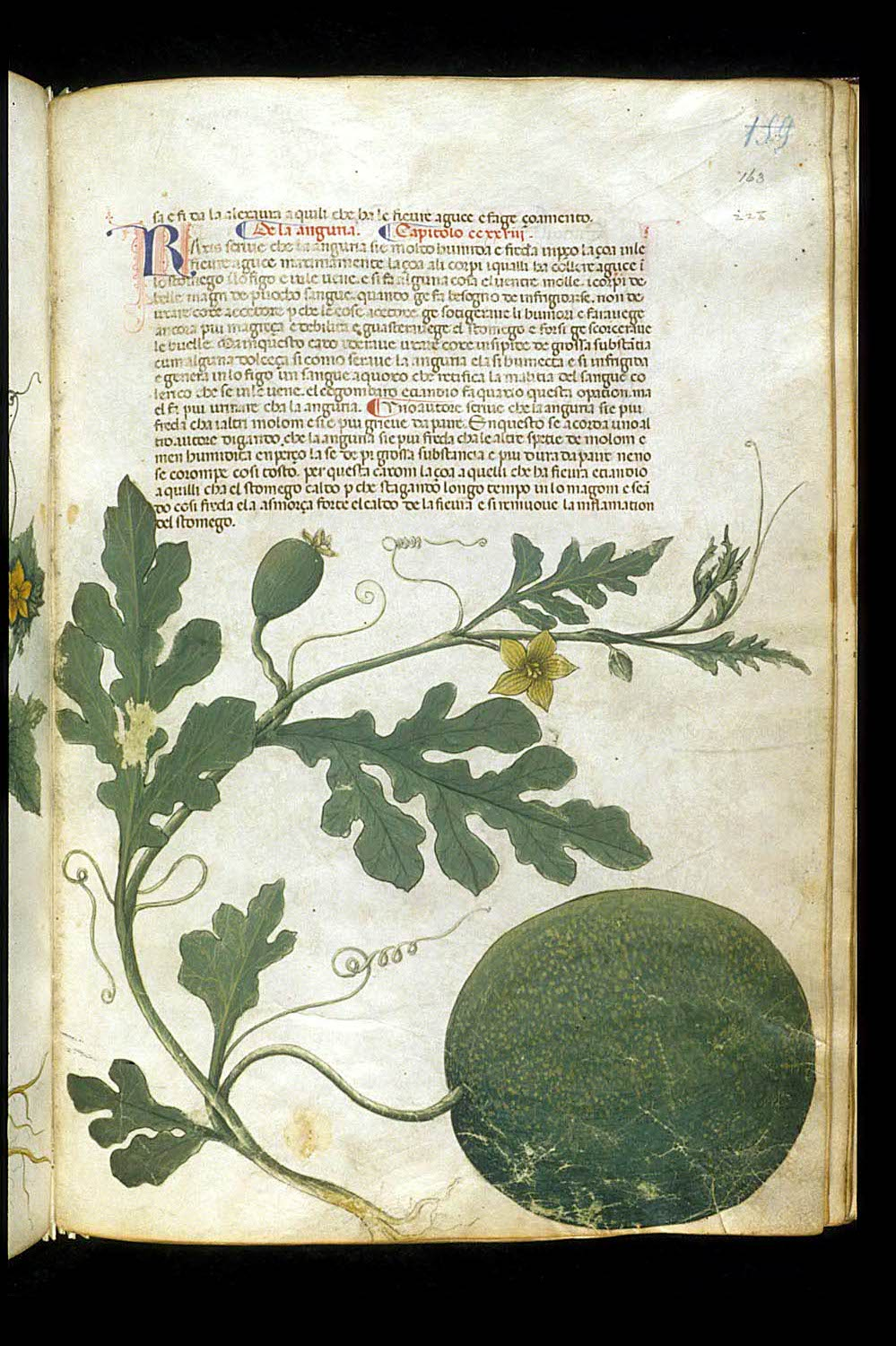
Seite aus einer italienischen Übersetzung des Aggregators (um 1400).

Ibn Wafid verwendete in seinem Drogenhandbuch Kitāb al-adwiya al-mufrada eine arabische Quelle, das Ǧāmiʿ al-adwiya al-mufrada des Abu Bakr Hāmid ben Samagūn aus dem 10. Jahrhundert, die ihrerseits hauptsächlich auf den Schriften von Galenos von Pergamon und Pedanios Dioskurides basierte und die er um weitere arabische Quellen erweiterte. Um 1250 wurde der bereits im 11. Jahrhundert durch „Pseudo-Serapion“ erweiternd bearbeitete Text noch einmal anonym aktualisiert. Daraus entstand dann um 1290 die lateinische Fassung von Simon von Genua (genannt auch Simon Januensis) und dem Juden Abraham aus Tortosa (auch Abraham von Tortuosa), welche als Liber (Serapionis) aggregatus in medicinis simplicibus bekannt wurde. Der Kanon der Medizin des Avicenna wurde für die Bearbeitungen nicht herangezogen.
Aus dem 14. und 15. Jahrhundert sind zwei italienische Übersetzungen erhalten (darunter vor 1404 das Erbario Carrarese genannte Ms. Egerton 2020 in paduanischer Mundart), deutschsprachige Ausgaben (etwa die Bearbeitung durch den Zürcher „Apothekerknecht“ Hans Minner) seit dem 15. Jahrhundert.
Im ersten Teil des Werkes werden Wirkungsgrade und Wirkungsweisen beschrieben, der zweite Teil enthält Darstellungen von rund 460 Einzeldrogen pflanzlicher, tierischer und mineralischer Herkunft.

## Nachwirkung
Zusammen mit dem Circa instans bildete der Aggregator die Basis für große Kompilationen des Spätmittelalters, u. a. für das Leipziger Drogenkompendium und das erste große gedruckte und durchgehend illustrierte Kräuterbuch, den Gart der Gesundheit.

## Werkausgaben und Übersetzungen
lateinisch:
- Octavianus Scotus (Hrsg.): Serapio: Liber Serapionis de simplici medicina. In: Practica Io. Serapionis dicta breviarum [...]. Bonetus Locatellus Venedig 1497 (Digitalisat).
- [Jahja ibn Serapion:] Practica. Venedig 1503; Lyon 1525; als Liber de simplici medicina Straßburg 1519.[8]
- Otto Brunfels (Hrsg.): In hoc volumine continentur. Insignium medicorum Joannis Serapionis Arabis De simplicibus medicinis opus praeclarum et ingens. Georg Ulricher, Straßburg 1531. (Digitalisat)

deutsch:
- Pseudo-Serapion: Eine große arabische Arzneimittellehre. Band 2: Der „Liber aggregatus in medicinis simplicibus“ des Pseudo-Serapion aus der Mitte des 13. Jahrhunderts. Deutsche Übersetzung nach der Druckfassung von 1531 von Jochem Straberger-Schneider. Baden-Baden 2009 (= DWV-Schriften zur Medizingeschichte. Band 6.2). ISBN 978-3-8688-8009-0.

italienisch:
- Gustav Ineichen: El libro Agregà de Serapiom. Volgarizzamento di frater Jacobus Philippus de Padua. Edito per la prima volta (= Civiltà veneziana. Fonti e testi. Ser. 3: Lettere, musica e teatro. Band 1, ZDB-ID 419603-x). 2 Bände (Teil 1: Testo, Teil 2: Illustrationi Linguistiche). Istituto per la collaborazione culturale, Venedig/Rom 1962–1966. Zugleich Habilitationsschrift Zürich 1963.